# Crassipetalum
Crassipetalum – rodzaj dwuparców z rzędu Callipodida i rodziny Paracortinidae. Obejmuje dwa opisane gatunki. Oba to endemity Chin.

## Morfologia i zasięg

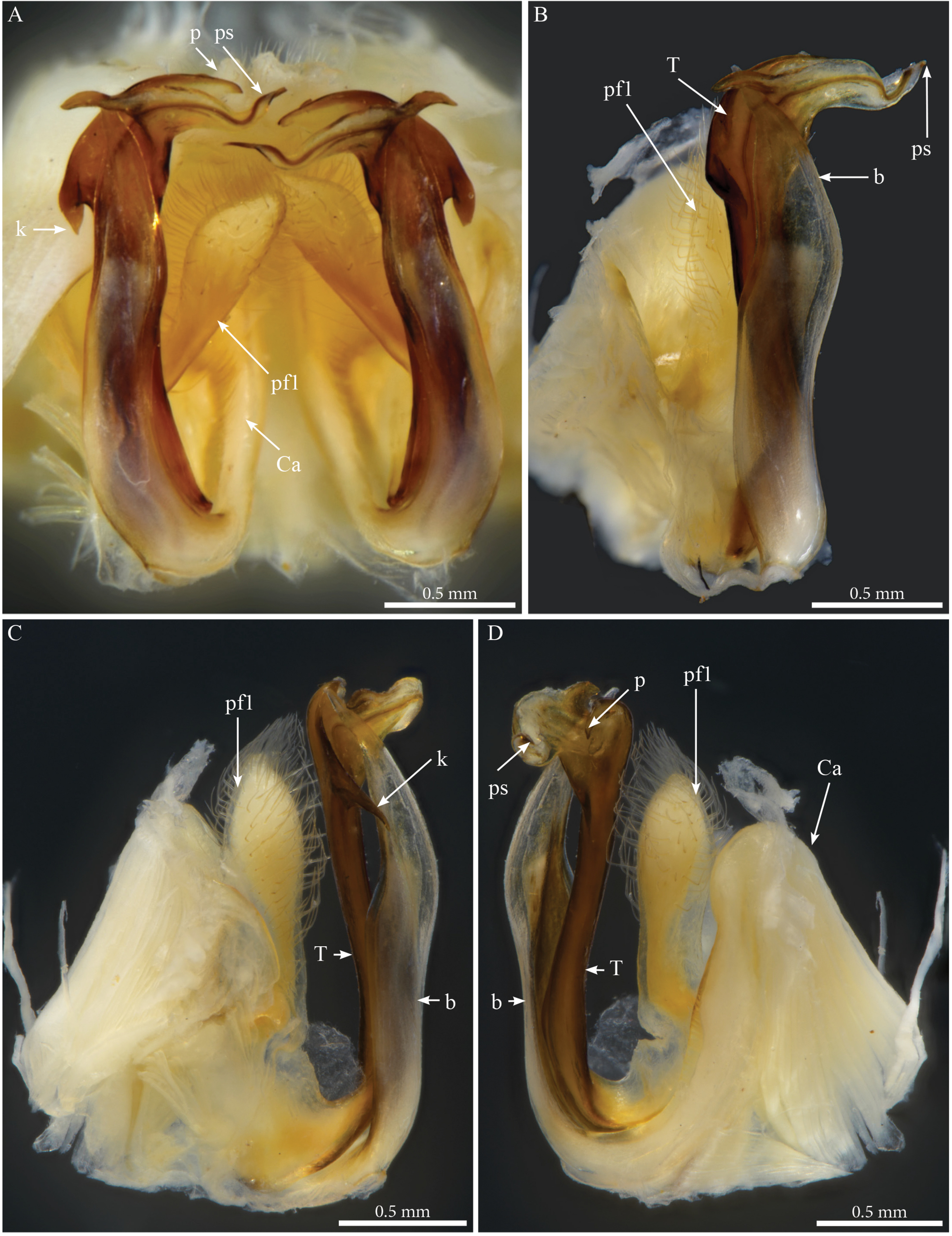
Gonopody Crassipetalum magnum, A: oba w widoku brzusznym, B: prawy w widoku tylno-bocznym, C: prawy w widoku bocznym, D: prawy w widoku przednio-bocznym. Ca: płat przedni biodra, b: dośrodkowy wyrostek szablasty biodra, T: telopodit, k: wyrostek boczny odsiebnej części telopoditu, p: wyrostek boczny dosiebnej części telopoditu, ps: parasolenomer, s: solenomer

Wije o ciele walcowatym, wydłużonym, przeciętnych jak na przedstawicieli rzędu rozmiarów. Czułki i odnóża są smukłe i mocno wydłużone. Głowa samca pozbawiona jest nabrzmiałości czy wyrostka na ciemieniu. Samiec ma pary odnóży szóstą i siódmą pozbawione wyraźnych modyfikacji, ósmą parę odnóży zaś zmodyfikowaną w gonopody o przebiegu równoległym z wyjątkiem odsiebnych części telopoditów, które krzyżują się ze sobą. Biodra gonopodów mają zaokrąglone płaty przednie oraz duże wyrostki biodrowe, niemal dorównujące rozmiarami telopoditowi. Maczugowate wyrostki prefemoroidalne również są duże i osiągają odsiebną część telopoditu; niekiedy występuje druga, mniejsza para tych wyrostków. Sam telopodit ma gruby trzon i w części odsiebnej rozbudowany jest w trzy fałdy, z których jeden formuje dośrodkową, poziomą wypustkę zaopatrzoną w solenomer i parasolenomer.
Rodzaj endemiczny dla Chin, znany tylko z powiatu Wuxi w Chongqingu oraz powiatu Zhouqu w Gansu.

## Taksonomia
Takson ten wprowadzony został w 2023 roku przez Nesrine Akkari i Pavla Stoeva w rewizji rodziny Paracortinidae współautorstwa Olivera Macka, która ukazała się na łamach „ZooKeys”. Nazwę rodzajowa oznacza po łacinie „gruby płat” i odnosi się do formy wyrostków dośrodkowych bioder gonopodów. Gatunkiem typowym autorzy wyznaczyli opisanego w tej samej publikacji C. magnum, a łącznie zaliczyli do rodzaju dwa gatunki:
- Crassipetalum magnum Akkari et Stoev, 2023
- Crassipetalum inflatum (Chen, Zheng et Jian, 2023)